# Джапшакари
Джапшакари (груз. ჯაპშაქარი) — село в Грузии, на территории Хобского муниципалитета края (мхаре) Самегрело-Верхняя Сванетия.

## География
Село находится в западной части Грузии, на левом берегу реки Чанисцкали, на расстоянии приблизительно 10 километров (по прямой) к северо-востоку от города Хоби, административного центра муниципалитета. Абсолютная высота — 64 метра над уровнем моря.

## Население
По результатам официальной переписи населения 2014 года, в Джапшакари проживало 650 человек (312 мужчин и 338 женщин). В национальной структуре населения грузины составляли 99,7 %.
| Год  | Население, человек |
| ---- | ------------------ |
| 2002 | 390                |
| 2014 | ↗ 650              |